# Љубав, медицина и чуда
Љубав, медицина и чуда  (енгл. Love, Medicine & Miracles) стручна је монографија Берни Зигела (енгл. Bernie Siegel), објављена 1986. године. Прво српско издање објављено је 2009. године у издању издавачке куће Плави јахач и преводу Јелене Марковић.

## О делу
Амерички хирург, педијатар и онколог Берни Зигел из Њу Хејвена, професор на Јејлском универзитету, написао је књигу Уређујете Љубав, медицина и чуда, научну и философску, психолошку и психотерапеутску. Након вишегодишњих припрема, прикупљања емпиријског знања и коришћењу пробране литературе, аутор је 1978. године започео оригиналан и пионирски рад на лечењу тешких и неизлечивих болести у медицини, у првом реду на лечењу разних облика рака. Након што је десет година радио са таквим болесницима користећи снове болесника и њихове цртеже, подстичући их на стваралаштво манифестовано на различите начине, служећи се индивидуалном и групном психотерапијом, Берни Зигел је постигао значајне успехе у лечењу, често и излечење тешких облика рака код пацијената различитог узраста. Књига се одликује озбиљном научном опремом, прецизним навођењем болести и њеног тока, процеса лечења и употребљених метода.
Владета Јеротић је у тексту о овој књизи истакао да су онколошки радови у свету и код нас последњих година, а посебно ова књига, показали да је рак излечива болест. Поставља се главно питање, важније чак и од врсте рака, доба болесника, његовог социјалног стања; наиме - какво је психичко устројство болесника, колики су потенцијали његове вере, наде и љубави, колико је у њему жеље да живи, а не да умре, да се бори, а не да се преда. Спремност човека да испољи своје емоције страха и беса, као и своја тужна осећања и доживљај кривице, смањују вероватноћу разбољевања од рака. Као хришћанин и као лекар-психотерапеут, Јеротић се потпуно слаже са Бернијем Зигелом, који при крају своје књиге Љубав, медицина и чуда пише како осећа да све болести могу да се доведу у везу са недостатком љубави или са условљеном, заправо себичном љубави; мржња, себична „љубав“ или недостатак љубави исцрпљују током година имунолошки систем организма, доводећи га у једном тренутку у стање депресивне испражњености, немоћи за даљу одбрану. То је тренутак, када се човек разбољева – од рака или неке друге болести. Само безусловна љубав је моћан – најмоћнији – подстицај за наш имунолошки систем. Љубав све лечи. 
Књига Љубав, медицина и чуда је била бестселер New York Timesa, а продато је више од 3 милиона примерака.